# Château-Bernard
Château-Bernard – miejscowość i gmina we Francji, w regionie Owernia-Rodan-Alpy, w departamencie Isère.
Według danych na rok 1990 gminę zamieszkiwały 134 osoby, a gęstość zaludnienia wynosiła 7 osób/km² (wśród 2880 gmin regionu Rodan-Alpy Château-Bernard plasuje się na 1487. miejscu pod względem liczby ludności, natomiast pod względem powierzchni na miejscu 538.).